# Springview
Springview è un comune degli Stati Uniti d'America, situato nello Stato del Nebraska, nella Contea di Keya Paha, della quale è il capoluogo.